# 胡志明
胡志明（越南语：／，1890年5月19日—1969年9月2日），本名阮必诚，号爱国、秋翁，幼名阮生恭（一作阮生琨），昵称“胡伯伯”（Bác Hồ），胡志明为其在二次世界大戰中的化名。
胡志明是20世纪越南的社会主义革命家、军事家、政治家。其为印度支那共产党、越南共产党、法国共产党、越南民主共和国和越南人民军的主要创立者和领导人，曾擔任越南劳动党中央委员会主席、越南劳动党中央委员会第一书记（后改稱總書記），第一任越南民主共和国主席和政府总理等职务。
他的政治思想被称为胡志明思想。

## 生平

### 姓名、字號與化名
胡志明幼名阮生恭（Nguyễn Sinh Cung），一说阮生琨（越南语：／），10歲時命名阮必诚（越南语：／），後自號阮愛國（越南语：／），又取號為秋翁、平山；在中国时曾化名李瑞（越南语：／）、王山而（越南语：／）、王达人、黎安南、胡光等；在香港时曾化名宋文初；在蘇聯時化名P.C.林，1943年方定名为胡志明，這個化名也是最著名的一個。

### 家世
阮朝成泰二年农历四月初一日（1890年5月19日），胡志明出生於越南乂安省英山府南壇縣林盛總鐘巨社黃廚村（今乂安省南壇縣金蓮社黃廚村）的外祖父家中。胡志明本姓阮，在他父亲居住的金莲村（今南壇縣金蓮社金蓮村）长大，黃廚村与金莲村的距离2公里，距荣市15公里。胡志明的祖父曾中举，做過知縣，其父親阮生輝1894年考中舉人，全家遷至順化，1901年中副榜搬回老家。胡志明父親在附近村鎮教書也曾擔任阮朝官員，被革職後迁至越南南部当漢方醫師，胡志明和他的哥哥阮生謙、姐姐阮氏清留在老家。胡志明家學淵源，其漢語官話說得流利，僅略帶廣東口音，亦會流利粵語。胡十歲時曾跟著父親到鄉村學校就讀，這時便開始閱讀中國古典小說還有儒学等傳統經典，他熟练地掌握了汉字写作。

### 早年
1905年胡志明的父親出任禮部承辦一職，便將他送入順化國學場（國學中學），希望他接受法越教育。潘佩珠曾勸胡志明參加“東遊”到日本學習，但被胡婉拒。1910年他辍学到潘切的育青私立学校当教师。這所學校是1907年相應維新運動中“私人興學”而建立的。
1911年2月胡志明離開學校到西貢的工藝學校學廚。1911年夏，化名阿三到法国联合运输公司的商轮“拉都舍·特莱维勒都督”号上当厨师助手，跟隨船隊到馬賽，非洲西海岸，北美等地。1914年，一戰爆發，胡在倫敦落腳，白天在一間學校做掃雪工，晚上到卡爾登飯店幫廚。在倫敦，他加入了外僑工人組合，這是一個主要由中國人領導的反殖民組織，在這裡胡志明也接觸到了費邊社的工團主義者。後又隨船隊到美國紐約，在哈林區居住。1917年末，在法國巴黎的貢崩胡同定居下來，和越南的西化改良派，法國的左傾人士接觸。1918年，加入法國社會黨。

1921年，正於法國参加马赛法国共产党代表大会的胡志明。

1919年初，凡尔赛会议時，以“旅法安南愛國者小組”代表的身份，向和會提出八點要求，建議給予越人自治、民主自由、赦免政治犯、賦於越人平等的權利、廢除強迫勞役、鹽稅。但是，巴黎和会側重在處理歐洲的民族自決，并不理睬殖民地人民的独立要求。胡志明回到巴黎後署名阮愛國，在《越南魂》雜誌上將他的建議發表。在法国期间，胡志明与未来中共领导人周恩来结识。1920年，图爾大會上，胡志明投票支持參加第三國際。工人国际法国支部在這次大會後分裂，胡志明跟隨支持第三國際的派別組成法國共產黨，在第九小組工作。胡志明也在法共的《窮苦人報》發表評論文章，並在“郊區俱樂部”練習演說。
1923年6月胡志明前往苏联参加国际农民代表大会和共产国际第五次代表大会，會上他對法國共產黨提出批評，指出法共在殖民地問題上的無能。10月當選農民國際主席團主席。這段時間胡志明就讀於東方勞動大學從事馬列主義和布爾什維克策略研究。1924年底胡志明離開莫斯科前往广州，与当时正施行三民主义、跟美國和英國关系亲密的孙中山帶领的中国国民党合作，他此时的公开身份是苏联顾问鲍罗廷的翻译，一度自稱為「P.C.林」，有時自稱王達人、黎安南等。胡志明和同在廣州潘佩珠經常談論越南情勢的發展和越南國民黨的事務。
1925年7月13日胡志明为支持省港大罢工而在广州东较场，以粵語发表演讲。這年他在广州创立越南青年革命同志会。1927年4月，胡隨鮑羅廷等人離開廣州到武漢，7月返回蘇聯。1928年初，被共產國際派到柏林工作，又到布魯塞爾參加反帝國主義同盟大會，和瑞士、意大利等國旅行，後到曼谷的共產國際南洋局工作，後接替牛蘭（Hilaire Noulens）成為負責人。
1929年下半年，越南出現了三個共產黨組織，胡也有了將之統一的想法。10月10日印度支那法庭就胡志明参與革命活動，在他缺席下宣判死刑，其後法國政府一直通緝他。

1930年2月3日胡志明於英屬香港易名宋文初，整合成立越南共产党（後用名有印度支那共产党、越南劳动党）。1931年6月在香港被港英政府逮捕，關押於中環域多利監獄。港英政府沒有足夠理據把他引渡回越南，法理上只能把他遞解出境。然而港府打算把他送上一艘法國船遣返到原居地，即是同樣送回越南。如果照此安排的話胡志明難逃死亡，胡的代表律師因而申請人身保護令，暫緩遞解，並向法庭申請撤銷遞解令。經多番訴訟，案件上訴至英國樞密院（英國的最高級別法庭）。1932年6月胡志明在英國倫敦的代表律師和港英政府的律師達成庭外和解，確認香港法院遞解出境和上船令的合法性，但再不會指定胡志明須上法國船或遞解回印度支那或任何法屬殖民地。胡志明可就自己的意願離開香港前往任何地方。他偽裝成一名中國商人，先是在廈門停留了半年，1933年初到了上海，經中共幫助先到海參崴後到莫斯科，這段時間胡志明一直留在莫斯科，于列寧學院與殖民地和民族問題研究院學習。
1938年底，胡志明化名胡光，從蘇聯到達中國，參加中國共產黨，學習革命經驗。1940年9月日本占领印度支那北部，1941年2月8日，胡志明回到高平省北坡，取名秋翁，担任越南獨立同盟會主席。领导反对继续统治越南南部的法国维希政府和反对日本侵略的斗争。
1942年8月13日，他化名胡志明，到中国去和越南的抗日革命力量联系，刚到广西省靖西县就被中国国民党的地方政府逮捕，后经蒋中正批准，又秘密移往桂林、柳州等地，在广西各地13个县的18个监狱裏被监禁了13个月，期間他写了一百多首诗，以后以《狱中日记》发表。国民政府于1943年9月10日將他释放。

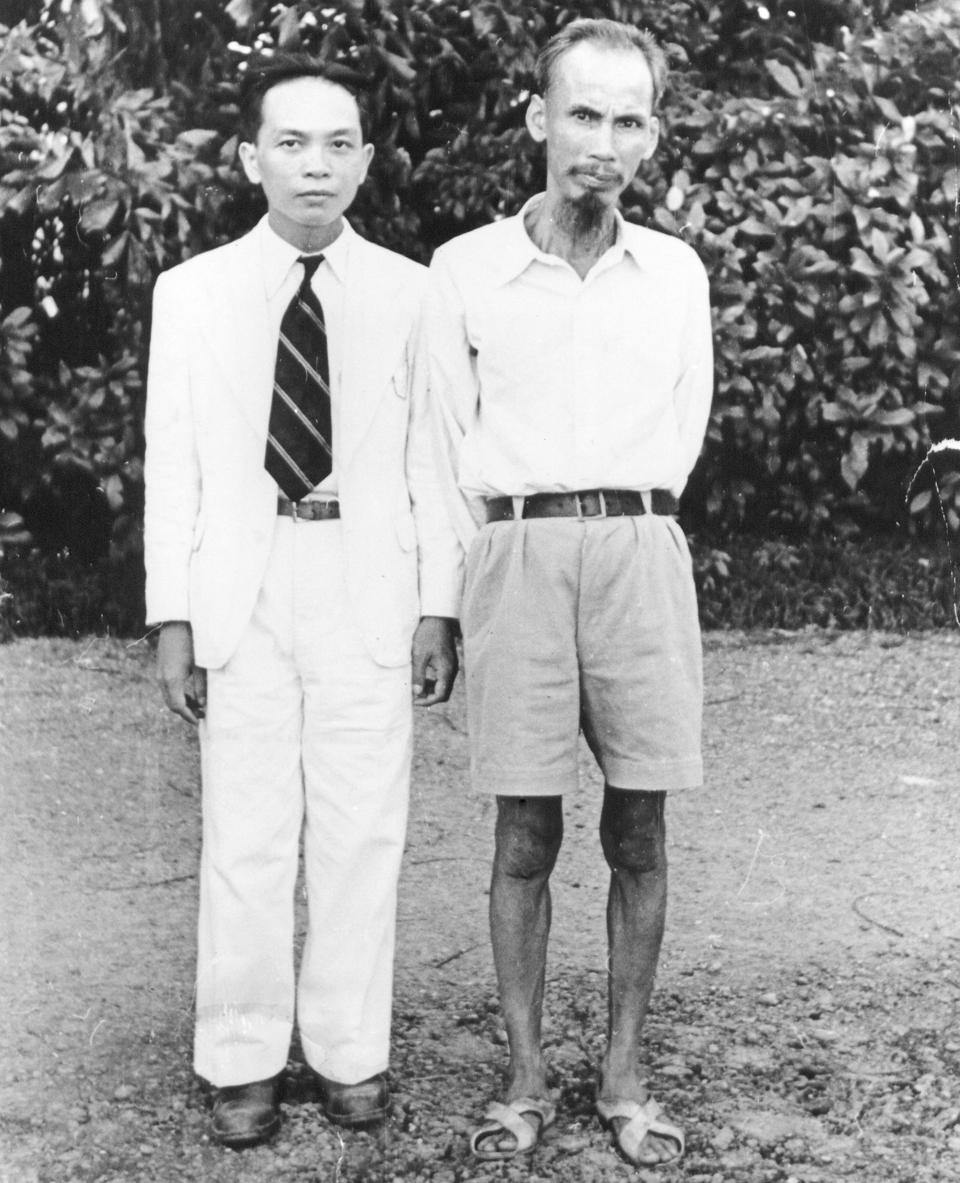
1945年，胡志明（右）和武元甲（左）在河内

1945年越南發生八月革命。8月26日胡志明到達河内。9月2日在河内巴亭广场五十万人的公民集会中，胡志明代表临时政府宣读《独立宣言》 ，宣告成立越南民主共和国。

### 領導北越

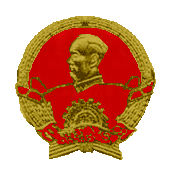
胡志明像章

1946年3月举行的越南第一届国会一致推选胡志明为越南民主共和国主席兼政府总理。1951年2月举行印度支那共产党的第二次全国代表大会，正式成立越南劳动党，胡志明当选为中央委员会主席。此后，胡志明成为越南党政领袖直至逝世。1940年代後葉，在中華人民共和国和苏联的援助下，法越戰爭中擊退了法國的攻勢。在1954年的日内瓦会议上， 越南被分割成社会主义的越南民主共和国（北越），与亲西方的、资本主义的越南共和国（南越）。1959年，秘密派遣越南人民军士兵潜入南越组织游击队，进行反美游击战。在1964年美国总统林登·约翰逊借助北部湾事件扩大战事后，胡志明继续领导北越政府进行意图消灭南越并统一越南的越南战争。
1960年代中苏交恶期间，越南在敌对的中華人民共和国和苏联之间左右逢源，同时从中苏两国获得为继续与美国的越南战争而必须的经济、军事援助。胡志明积极承担了调和中苏两国矛盾的劝说工作，他曾经对周恩来说：“你们（中国和苏联）一个是大哥哥，一个是大姐姐，你们闹矛盾，让我们这些弟弟妹妹（其他社会主义国家）怎么办？”胡志明并表示自己的临终遗愿是中苏和好。 
1965年，胡志明写下遗嘱，其中提到“越南要成为主宰印度支那的强国”，引发中共不满。1966年，胡志明在会见周恩来和邓小平时提到“中共军队的傲慢表现就像历史上经常入侵越南的中国军队一样”。

### 逝世
1969年9月2日，胡志明因心脏病逝世，享壽79岁。尽管他表达了最强烈的遗愿要将遗体火化撒在越南南、中、北三地，结果他的遗体经防腐技术被保存在由苏联提供的水晶棺內，放置在胡志明纪念堂至今。苏联部长会议主席柯西金与中華人民共和国国务院副总理李先念出席了胡志明的葬礼，但双方拒绝见面。柯西金在回国的路上顺访中国大陸，在北京首都国际机场候客厅受到了周恩来的短促会见。在胡志明逝世后的1975年4月30日，北越军队攻占南越原首都西贡市，西贡市也因纪念胡志明而改名为胡志明市，长達近20年的越南战争正式結束。1976年，南北越南完成统一。
胡志明与毛泽东、周恩来、刘少奇、朱德、邓小平、陈毅等中共领导人有着深厚的友谊，他生前曾多次访问中国大陸。1969年，胡志明因心脏病逝世，周恩来率领代表团赶赴河内参加葬礼。
胡志明原本是于1969年9月2日9时47分因心脏衰竭在河内病逝。但是由于当天是北越国庆日，为了不影响纪念活动，越南勞動黨决定将其去世时间“延迟”。在次日的正式公报称其去世时间为9月3日上午9时47分。

## 个人生活

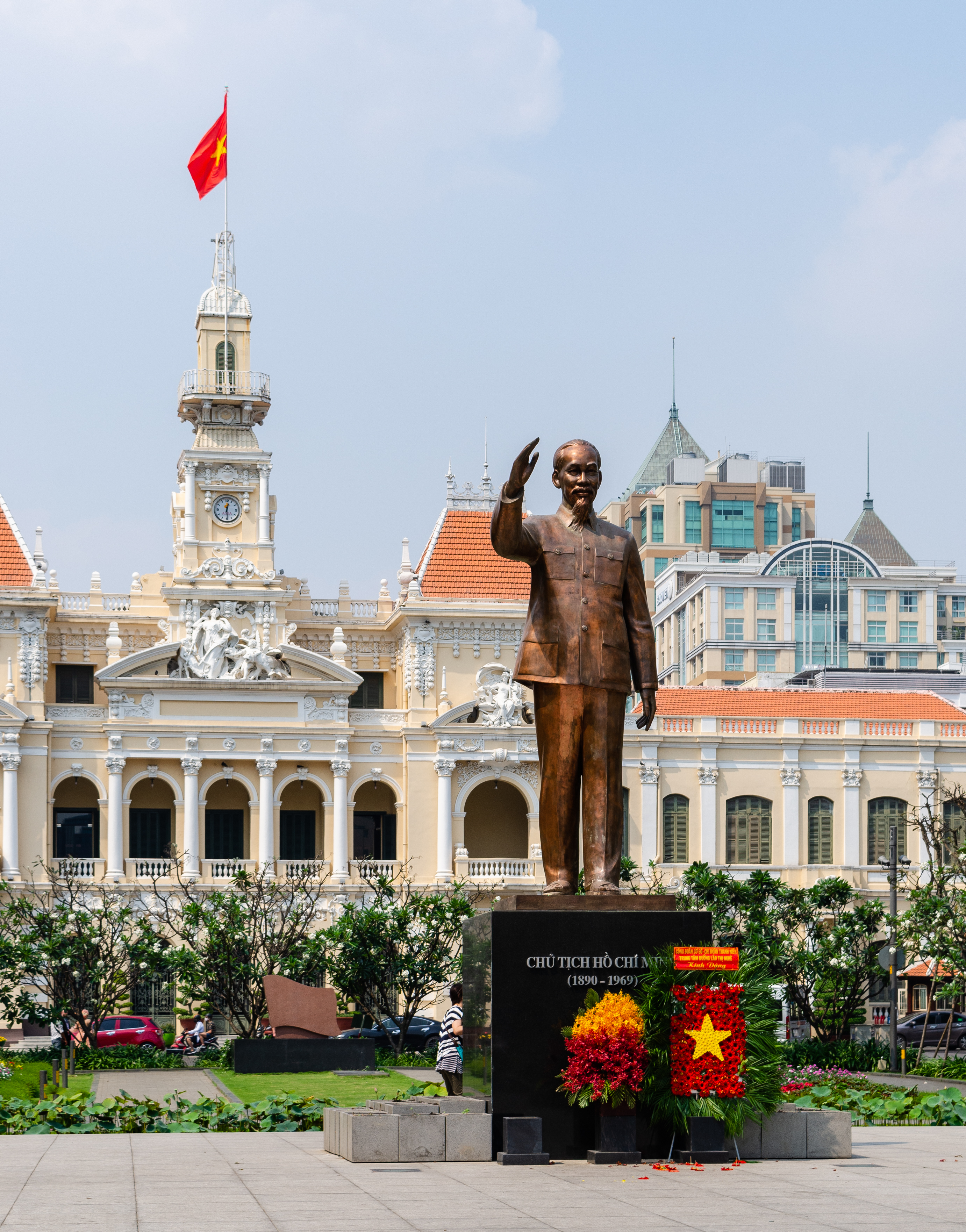
胡志明市的胡志明雕像

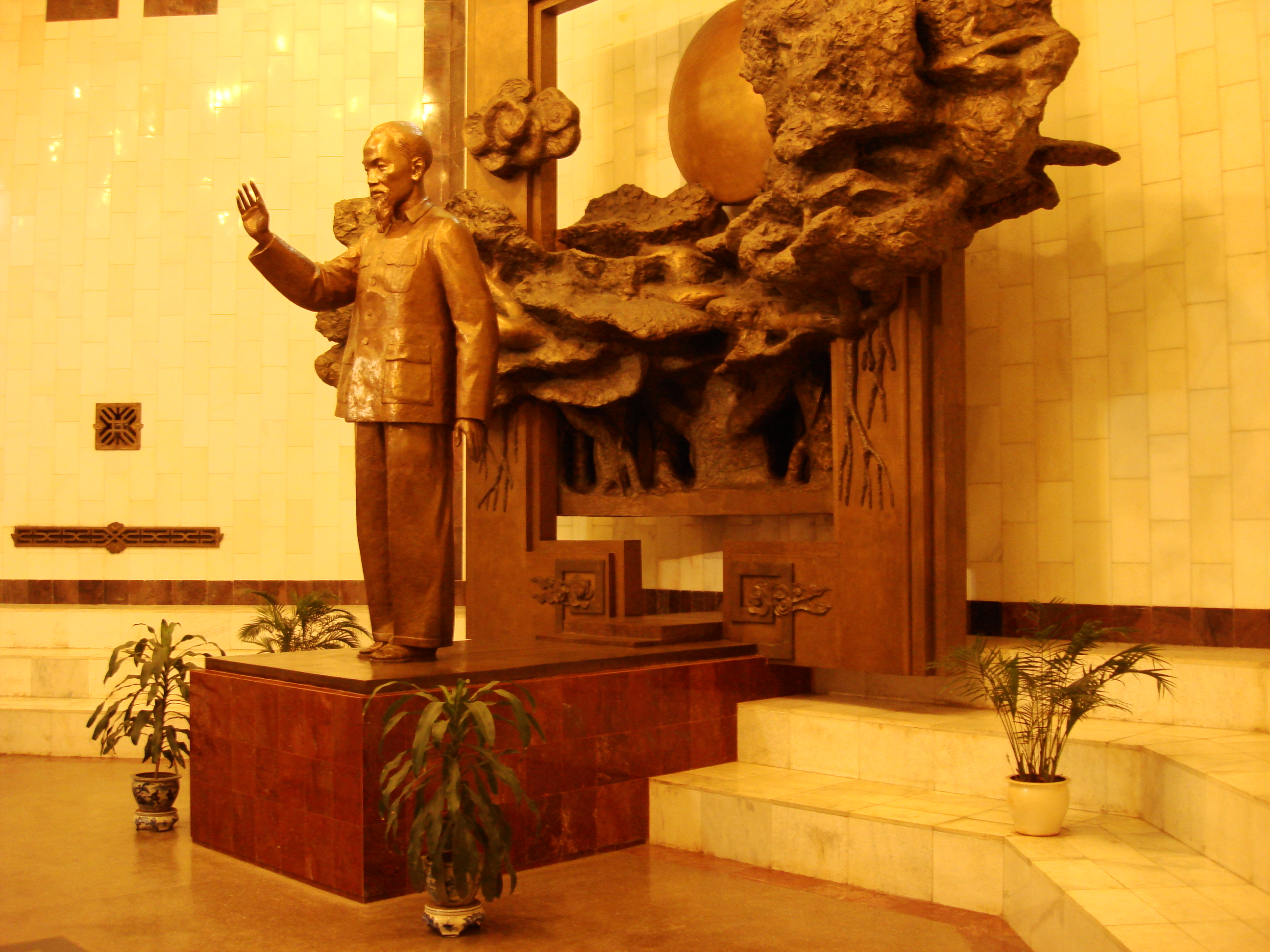
胡志明紀念館大廳的雕像

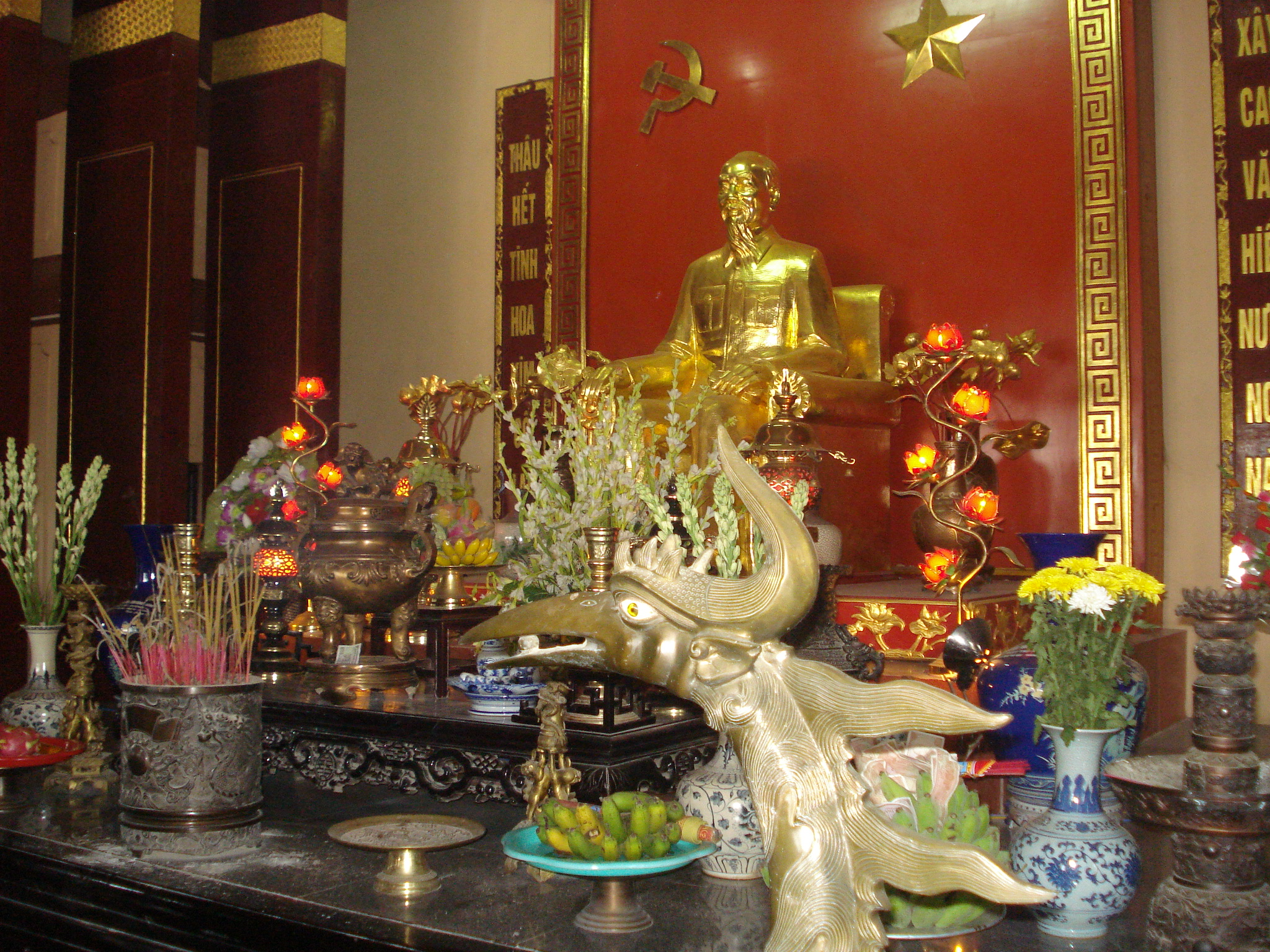
被越南人民奉為神的胡志明神像

越南政府官方称，胡志明終身未婚，亦無与任何人有过恋爱關係。据研究顯示胡曾于1920在廣州與曾雪明結婚，以後失散，但越南政府为了维护他的禁欲主义形象不承認胡的男女關係的存在。1991年越南《年輕人報》编辑武金杏因为刊登了一则曾雪明的文章而被解职。威廉·J·戴克教授的《胡志明的一生》指1950年代農氏春成為胡的情婦並生下兒子，兒子被胡的私人秘書收養，1957年農氏春死於車禍。阮氏明開也是胡的情婦。之后越南政府要求在越文版中删去相关内容，遭到拒绝。2002年，越南政府因為《远东经济评论》一篇文章提到此事，而禁售該期。據戴克教授稱，曾長期存在越共前總書記農德孟是胡志明與農氏徵的私生子的傳聞。對此，農德孟於2002年1月接受《時代雜誌》採訪時說「所有越南人民都是胡伯伯的孩子」，對此予以否認，並表示自己的父母分別是農文來和黃氏二。
由於長年輾轉流浪於世界各地，除了其母語越南語外，胡志明還會法語、英語、俄語、標準漢語和粵語等多種語言。

## 纪念
1987年，聯合國教科文組織（UNESCO）正式建议组织活动纪念胡志明诞辰，理由是“他在教育文化艺术方面的重要贡献和对越南人民解放事件的奉献”，但是这一建议立刻遭到欧美、澳洲等地的海外越南僑民激烈反对，他们说胡志明是一个斯大林主义的独裁者，要为越南政府的反人权行为负责。

## 著作
- 《狱中日记》1943，越南外文出版社1960，汉语诗集
- 《胡志明选集》三卷1963，越南外文出版社，第一卷1920-1945，第二卷1945-1954，第三卷1954-1960
- 《胡志明汉字诗全集》2017，江苏人民出版社

## 外部連結
- 胡志明和他的中国夫人曾雪明 （页面存档备份，存于）
- NGỤC TRUNG NHẬT KÝ (Hồ Chủ Tịch) （页面存档备份，存于） - 漢喃研究院網站 《胡志明日記》

| 越南共产党职务 | 越南共产党职务                          | 越南共产党职务    |
| -------------- | --------------------------------------- | ----------------- |
| 新頭銜         | 越南劳动党中央委员会主席 1951－1969     | 繼任： 废除主席制 |
| 前任： 长征    | 越南劳动党中央委员会第一书记 1956－1960 | 繼任： 黎笋       |
| 政府职务       |                                         |                   |
| 新頭銜         | 北越国家主席 1946－1969                 | 繼任： 孙德胜     |
| 新頭銜         | 北越政府总理 1946－1955                 | 繼任： 范文同     |